# P-800 (ミサイル)
P-800「オーニクス」Оникс（縞瑪瑙）は、ロシア連邦で開発された超音速対艦ミサイルである。輸出型は「ヤーホント」Яхонт（宝石）と呼ばれる。地上発射型は「バスチオン」Бастион（城塞）と、空対艦型はKh-61と呼ばれている。
アメリカ国防総省は、このミサイルに対し、SS-N-26（艦発射型）/SSC-5（地上発射型）の識別番号を与えたが、それは、ロシアがこのミサイルの存在と名称を公表した後の事だった。

## 概要
オーニクスは、従来、長距離ミサイルと、中・短距離ミサイルの二本立てで開発が進められてきたロシア(ソ連)海軍の対艦ミサイルを統合する新世代対艦ミサイルである。設計は、旧ソ連の長距離対艦ミサイルを手掛けてきたNPOマシノストローイェニェ（旧チェロメイ設計局）が担当し、1985年から開発が始まった。オーニクスは、P-700「グラニート」やP-270「モスキート」等の旧ソ連の対艦ミサイルの正当な後継者という位置付けになる。
オーニクスは、マシノストローイェニェがソ連邦時代に設計した長距離大型対艦ミサイルのP-700「グラニート」を小型化したような外見で、推進系はグラニートと同様にインテグラル・ロケット・ラムジェット (integral rocket ramjet、IRR) である。旧ソ連海軍では1980年代初頭から使われている推進システムである。ミサイル本体にはRAM（電波吸収材）が使用されており、被発見率の低下に注意が払われている。ミサイルは発射されると、固体ロケットで超音速まで加速し、その後、ラムジェットに切り替えるもので、固体ロケットの推進剤を燃焼させた後の空間が、ラムジェットエンジンとして使われる。射程は飛行プロファイルによって変化する。射程は、高度2万メートルの高空をマッハ2.5で飛行し、目標の手前で降下、低空で突入した場合で約300キロメートル、低空のみを飛行した場合で120キロメートルとされるが、速度はマッハ1.6に低下する上に空力加熱によって探知される可能性が上がる。通常、3発1組で運用され、その場合には「リーダー機」のみがレーダーを作動させ他のミサイルに指示を下す。またレーダー警報受信機が搭載され、必要に応じて回避運動も行う。オーニクスは、対艦攻撃が主任務であるが、この他に地上攻撃も可能とされている。

P-800ミサイルのスケッチ

ミサイル本体は、全長8.9m、直径70cmの発射コンテナに収められ、システムチェックはコンテナに収めたまま行うことが出来る。設置において遮炎板を必要としない。コンテナ込みの重量は3,900kgとなる。
本ミサイルを基にブラモスが開発されている。

## 運用・開発
水上発射型は1234型小型ミサイル艦（ナヌチュカIII型コルベット）「ナカト」を改造して搭載され、各種テストが行われた。
水中発射型は1986年から1992年にかけてプロジェクト670M（チャーリーII型）原子力潜水艦K-452「ベールクト」を改造し、SM-403 VLS（1基の発射筒に3発収納可能、発射筒8基を装備）を搭載して試験が行われた。
航空機からの運用も可能であり、Su-27戦闘機の各種発展型や、Su-57戦闘機、Tu-22M爆撃機などが、このミサイルを搭載できる。
テストは1998年頃には一通り終え、同年に制式採用された。機械製造科学生産連合では2016年より本ミサイルの近代化を開始している。
このミサイルを搭載している現役艦艇はヤーセン型原子力潜水艦、インドネシア海軍のファン・スペイク級フリゲートの近代化改修型のみとなっている。インド海軍のタルワー級フリゲートは改良型のブラモスを搭載しているためP-800は採用されていない。
予定では現在近代化改修が予定されているキーロフ級ロケット巡洋艦の3、4番艦、ウダロイ級大型対潜艦が改修の際に搭載されることになっている。さらに建造、試験中のアドミラル・ゴルシコフ級フリゲート、アドミラル・グリゴロヴィチ級フリゲート、ステレグシュチイ級フリゲート（20385計画艦のみ）などが搭載を予定している。
地上発射型はバスチオンPがMZKT-7930 8輪トラックに、バスチオンSがサイロに搭載、格納される。
バスチオンPはロシアの他にベトナム、シリアが採用を決定している
ロシア連邦軍は、実効支配下の係争地を含む本国において、バスチオンを択捉島（南隣の国後島にはバル地対艦ミサイル）に配備している。国外駐留部隊では、シリア内戦への介入で設置したタルトゥース基地に配備されている 

## 搭載艦船
- ヤーセン型原子力潜水艦
- アドミラル・ゴルシコフ級フリゲート
- アドミラル・グリゴロヴィチ級フリゲート
- キーロフ級ミサイル巡洋艦：3、4番艦が改修時に搭載を予定。
- ウダロイ級大型対潜艦：現役の8隻が改修時に搭載を予定。

## 運用国
ロシア連邦
 インドネシア4基のVLS(垂直発射装置)搭載型ファン・スペイク級フリゲート「オズワルド・シアハーン」
 ベトナム地上配備型沿岸防衛システム
 シリア